# Пузаченко, Андрей Юрьевич
Андрей Юрьевич Пузаче́нко (род. 26 мая 1964, Москва) — российский зоолог, эколог, палеонтолог и биогеограф, доктор биологических наук (2013), сотрудник лабораторией биогеографии Института географии РАН (с 1996), эксперт по экологии и охране пририроды крупных российских экономических проектов.

## Биография
Родился 26 мая 1964 года в Москве, в семье учёных — Юрия Георгиевича (1940—2018) и Зои Михайловны (в дев. Суртис; род. 27 июня 1945 года).
В 1971—1981 годах получил среднее образование в школе № 583 (Москва), школе-интернате № 2 (Владивосток) и в математической школе № 7 (Москва).
В 1981—1986 годах обучался на Биолого-химическом факультете МГПИ, получил специальность биология и химия. Активно участвовал в экспедициях на Кавказ, Алтай, Саяны, Украину и в другие регионы СССР. Занимался биологией и экологией мелких млекопитающих и птиц.

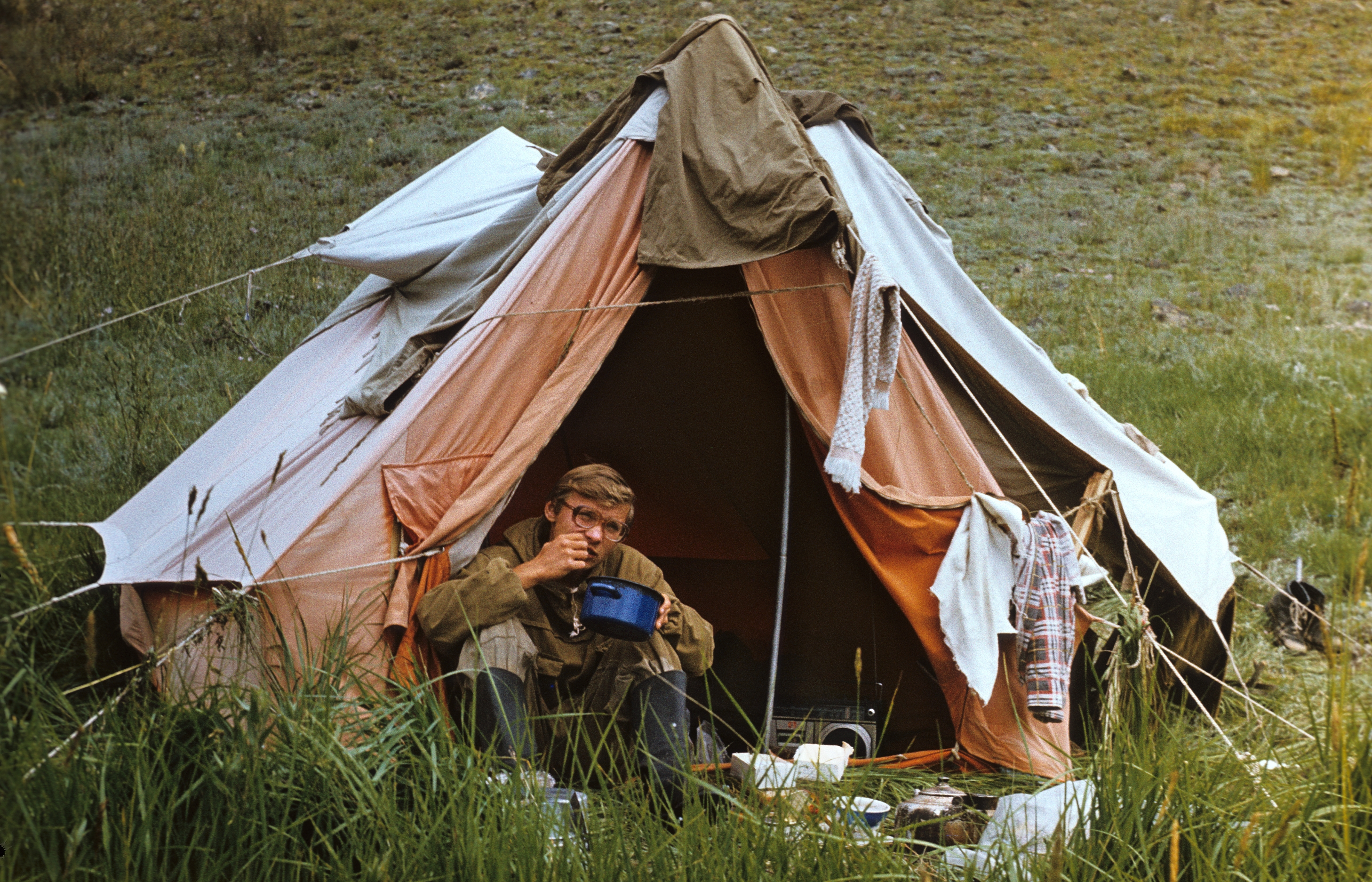
А. Ю. Пузаченко в экспедиции, хребет Танну-Ола, 1984

В 1986—1987 годах прошёл срочную службу в рядах Советской армии, сержант, артиллерия.

### Научная работа
В 1988—1996 годах Работал в Научно-исследовательском институте охраны природы. В отделе «Красной книги» занимался сопровождением и ведением Красной книги СССР и Красной книги России).
В 1994 году защитил кандидатскую диссертацию по теме «Популяционная экология обыкновенного слепыша Spalax microphthalmus Guld. (Rodentia, Spalacidae)», по специальности Экология (биологические науки). Научный руководитель: Динесман Л. Г., где впервые изучил масштабы и специфику роющей деятельности слепыша.
С 1996 года работает в лаборатории биогеографии, Институт географии РАН.
Проводит многолетние научные исследования по динамике численности и экологии обыкновенного слепыша в Центрально-Чернозёмном заповеднике (Курская область).
В 2002—2010 годах участвовал в проектах Российско-Голландского научного сотрудничества — The evolution of the mammalian fauna and flora in Western, Central and Eastern Europe during the Pleistocene — Holocene transition (25-10 kyr BP). Также участвовал в научных проектах различных организаций: Российский фонд фундаментальных исследований, Глобальный экологический фонд, WWF России
В 2013 году защитил докторскую диссертацию по теме «Инварианты и динамика морфологического разнообразия (на примере черепа млекопитающих)», по специальности Зоология (биологические науки).
Был руководителем проекта РФФИ «Фауны млекопитающих Европы микулинского (=эемского) межледниковья».
В феврале 2016 года принял участие в международной конференции «Териофауна России и сопредельных территорий» (X съезд Териологического общества при РАН).

### Экспертная и общественная природоохранная деятельность
Известен природоохранной деятельностью, которую начал в 1980-х годах участвуя в выездах «Дружины охраны природы» МГПИ и МГУ.
C 2001 года по совместительству работает в Агентстве экологического консалтинга и природоохранного проектирования («ЭКОПРОЕКТ») в городе Санкт-Петербург.
Участвовал в оценке воздействия на окружающую среду, отчётах, разработке проектной документации и экологическому сопровождению ряда проектов:
- эксплуатации нефтяных месторождений Мишовдаг и Келамеддин (Moncrief Oil International Co.), Азербайджан
- реализации проекта разведочного бурения на нефтяных месторождениях Падар (Kura Valley Operating Company), Азербайджан.
- мониторинг морской среды в ходе разведочного бурения в юго-западной части Каспийского моря: перспективные структуры Янан-Тава, Атешкях и Мугань-Дениз (Japan-Azerbaijan Oil Company), Азербайджан
- мониторинг геологоразведочных работ и обустройства Юрубчено-Тохомского месторождения на лицензионных участках ОАО «Востсибнефтегаз» (ЮКОС, Роснефть), Красноярский край
- разработка и обоснование критериев выбора объектов для организации ООПТ в системе экологического каркаса Санкт-Петербурга (Комитет по природопользованию, охране окружающей среды и обеспечению экологической безопасности г. Санкт-Петербург)
- проект организации (I этап) особо охраняемой природной территории «Лечебно-оздоровительная местность Курортного района Санкт-Петербурга» разработка критериев выделения ООПТ в Санкт-Петербурге (Комитет по природопользованию, охране окружающей среды и обеспечению экологической безопасности г. Санкт-Петербург)
- проект организации (I этап) особо охраняемой природной территории «Южное побережье Невской губы с литориновым уступом» (Комитет по природопользованию, охране окружающей среды и обеспечению экологической безопасности г. Санкт-Петербург)
- инженерно-экологические изыскания в рамках проекта строительства новой ж. д. линии Обская-Бованенково (ЯНАО) (ПАО «Ленгипротранс»)
- оценка воздействия на окружающую среду по объекту: «Обоснование инвестиций в строительство новой ж.-д. линии Полуночное-Обская» (ПАО «Ленгипротранс»)
- обоснование инвестиций в достройку и восстановление железнодорожной линии Лабытнанги-Салехард-Надым (ПАО «Ленгипротранс»)
- обоснование инвестиций в строительство высокоскоростной железнодорожной магистрали Москва — Санкт-Петербург: инженерно-экологические изыскания, сбор и анализ исходной экологической информации по территории возможного воздействия проектируемых объектов. Характеристика современного состояния окружающей среды. Экологические ограничения (ПАО «Ленгипротранс»)
- оценка воздействия на окружающую среду в рамках обоснования инвестиций сооружения высокоскоростной железнодорожной магистрали «Москва-Ростов-на-Дону-Адлер» (ПАО «Ленгипротранс»)
- оценка воздействия на окружающую среду в рамках обоснования инвестиций сооружения высокоскоростной железнодорожной магистрали «Москва — Казань — Екатеринбург» (ПАО «Ленгипротранс»)
- высокоскоростная железнодорожная магистраль Москва-Санкт-Петербург: природные условия и экологические ограничения (АО «Скоростные магистрали»)
- environmental services for Pöyry Infra GmbH Lörrach (Subconsultant): Assessment of environmental and social investigations of the investment study (Western variant) and line optimizations of «High-speed railway Moscow-S.-Petersburg» (HSRL Moscow — St.-Petersburg).
- комплексное обустройство первоочередного участка Юрубчено-Тохомского месторождения с внешним транспортом нефти (АО «Восточно-Сибирская нефтегазовая компания»)
- программа комплексных инженерных изысканий на лицензионном участке «Туапсинский прогиб» в 2017—2022 гг. (ПАО НК «Роснефть»).

В 2013 году был экспертом при обсуждении возможных экологических последствий для Татарстана проекта ВСМ Москва — Казань.
В 2017 году был соавтором обращения учёных по поводу ситуации, связанной с подготовкой Красной книги России, где Минприроды РФ изменило процедуру принятия решений и состав Комиссии по редким и находящимся под угрозой исчезновения животным, растениям и грибам, исключив из неё большую часть ученых-зоологов и внедрив представителей руководства охотничьих организаций.

## Семья
Отец — Юрий Георгиевич, географ. Жена — Екатерина Викторовна, учитель. Сын — Георгий.

## Членство в организациях
- Московское общество испытателей природы (МОИП)
- Териологическое общество